# Lajos Lesznai
Lajos Lesznai (* 6. Dezember 1904 in Budapest; † 17. November 1977 ebenda) war ein ungarischer Musikwissenschaftler.

## Leben
Lesznai studierte von 1925 bis 1929 Komposition bei Miklós Laurisin. Im Jahr 1925 schloss er sich der ungarischen Arbeiterbewegung an und wurde 1928 Mitglied der ungarischen kommunistischen Partei KMP. In den 1930er Jahren wurde er aufgrund seiner politischen Aktivitäten mehrmals verhaftet und interniert. Im Gefängnis beschäftigte er sich mit Philosophie und Ästhetik. In dieser Zeit schrieb er Zene és társadalom (Musik und Gesellschaft), dessen Manuskript jedoch verloren ging. Nach dem Krieg arbeitete er von 1945 bis 1948 als Lektor bei dem Verlag Szikra Könyvkiadó. Danach folgte eine dreijährige Tätigkeit beim Verteidigungsministerium. Von 1952 bis 1956 war er Lektor bei dem Musikverlag Zeneműkiadó Vállalat. Ab 1956 bis zu seinem Ruhestand war er als Dozent beim Institut für Volksbildung tätig.
Seit 1945 hat er zahlreiche musikologische Artikel und Studien veröffentlicht, unter anderem in den Zeitschriften Új Zenei Szemle, Magyar Zene, Parlando, Studia Musicologica und Musik und Gesellschaft. In seinen beiden wichtigsten 1956 und 1961 erschienenen Werken widmete sich Lesznai dem Leben und Schaffen der Komponisten Wolfgang Amadeus Mozart und Béla Bartók.
Neben seiner musikwissenschaftlichen Tätigkeit engagierte er sich in der Esperanto-Bewegung und war 1968 Teilnehmer beim Esperanto-Weltkongress in Madrid.

## Schriften (Auswahl)
- Molnár Antal: A zene és az élet. In: Társadalmi Szemle. Band 10, Budapest 1946, S. 781 ff.
- Vidám dallamok. Zeneműkiadó Vállalat, Budapest 1953.
- Eszterlánc – Dalok és játékok kicsinyeknek.  Zeneműkiadó Vállalat, Budapest 1953.
- Mozart élete. Zeneműkiadó, Budapest 1956.
- Ferenc Erkel und die Entwicklung der ungarischen nationalen Musik. In: Musik und Gesellschaft. Band 10, Ost-Berlin 1960, ISSN 0027-4755, S. 665 ff.
- Háború és béke Beethoven "Missa solemnis"-ében. In: Új zenei szemle. Band 8, Budapest, August 1952, S. 13 ff.
- Béla Bartók – sein Leben, seine Werke. Deutscher Verlag für Musik, Leipzig 1961.
  - Übersetzt ins Englische von Percy M. Young. Dent, London 1973.
  - Übersetzt ins Chinesische von Lianli Gu. Peking 1985.
- Budapester Musikwochen 1969.  In: Musik und Gesellschaft. Band 20, Ost-Berlin 1960, S. 105 ff.
- Befreite Melodien – 25 Jahre Musikkultur im sozialistischen Ungarn.  In: Musik und Gesellschaft. Band 20, Ost-Berlin 1960, S. 249 ff.
- A varázsfuvola-nyitány szerves felépítéséről. In: Magyar Zene. Band 15, Budapest, 1974, S. 382 ff.